# Aristotélisme

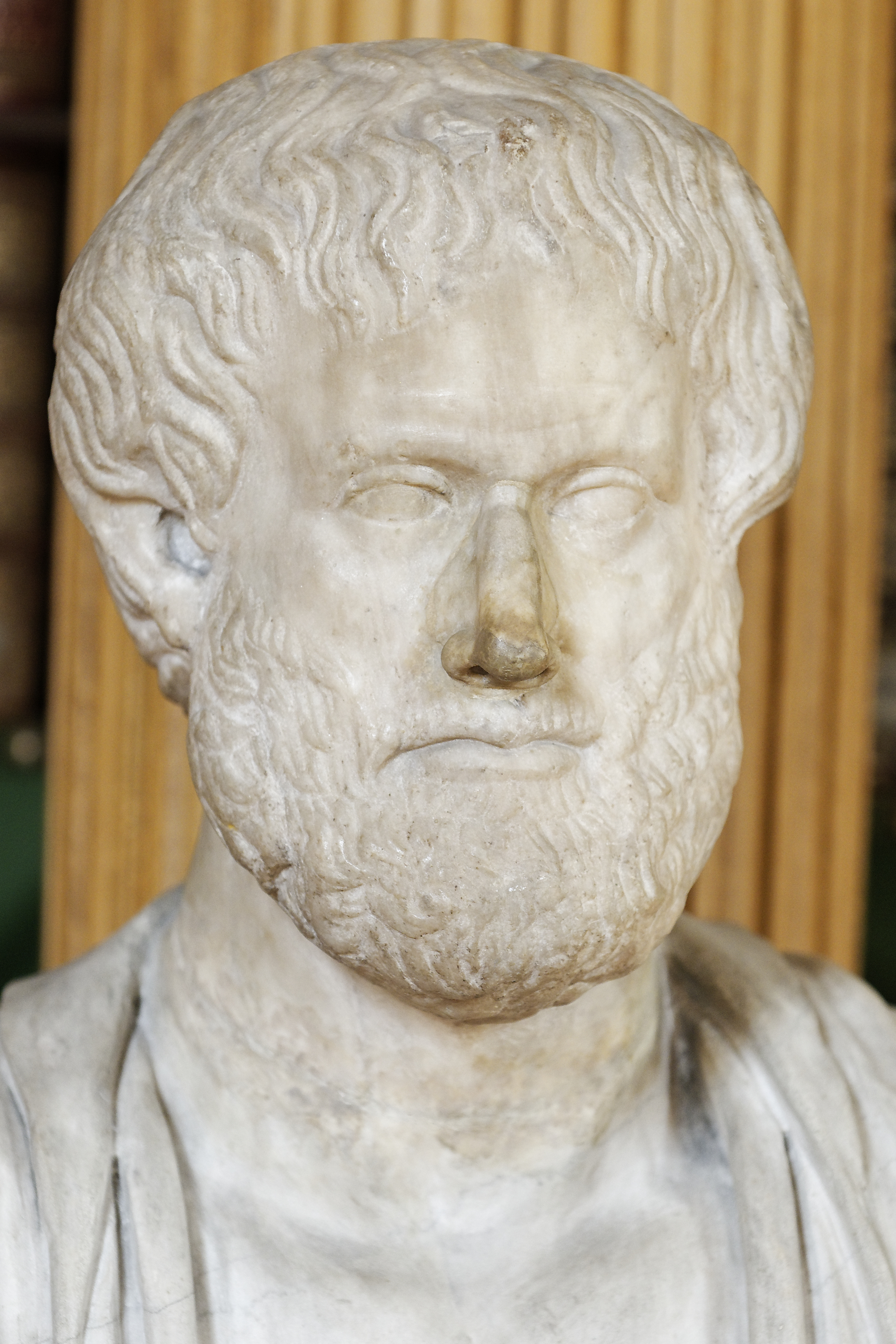
Buste d'Aristote (Bibliothèque Mazarine, Paris).

L'aristotélisme est le nom donné à la doctrine dérivée des œuvres d'Aristote, chez le philosophe persan Avicenne et le philosophe andalou Averroès notamment, puis progressivement adoptée aux XIIe et XIIIe siècles par la scolastique, grâce à la réconciliation de la philosophie d'Aristote et du christianisme par saint Thomas d'Aquin.
Le terme « aristotélicien » peut être employé dans le sens de « commentateur des œuvres d'Aristote » (qu'il soit aristotélicien comme Alexandre d'Aphrodise ou Averroès, ou néoplatonicien comme Ammonios, ou Simplicios de Cilicie). Le mot « aristotélisme » renvoie à Aristote, tandis que le mot « péripatétisme » renvoie, plus largement, à l'école péripatéticienne, qui relève d'Aristote comme de ses disciples.

## Présentation
Ce serait faire preuve d'anachronisme que de parler d'aristotélisme pour la philosophie d'Aristote à son époque (IVe siècle av. J.-C.). Il est probable également que ce terme n'était pas employé à l'époque de la grande scolastique, puisque le français n'est devenu langue officielle qu'au cours du XVIe siècle.

### Au Moyen Âge
L'œuvre d'Aristote a été traduite en latin au cours de la Renaissance du XIIe siècle.
Le découpage effectué au XIIIe siècle était schématiquement le suivant :
- Éthique (Éthique à Nicomaque) ;
- Logique (Organon) ;
- Politique (Politique) ;
- Poétique (La Poétique) ;
- Physique (au sens de l'étude de la nature, phusika) ;
- Métaphysique, etc.

### Traductions ultérieures pendant la «Grande Renaissance»
Surtout à partir du XVe siècle, les traducteurs de la Renaissance, tels Leonardo Bruni et Ermolao Barbaro s'efforcèrent de dépouiller les textes des commentaires arabes ou médiévaux, d'éviter les anachronismes et de restituer le sens des mots.
Ce souci de la précision de la traduction joint à la diffusion des livres imprimés à partir du milieu du XVe siècle entraînèrent une contestation progressive de l'aristotélisme.

### Critique de l'aristotélisme à partir duXVIIesiècle
Le terme aristotélisme est parfois employé dans le contexte de la controverse ptoléméo-copernicienne des XVIe et XVIIe siècles, qui commença avant que Galilée ne commence à faire des observations avec sa lunette astronomique (vers 1609).
Dans le Dialogue sur les deux grands systèmes du monde (1632), Galilée mit en scène trois personnages, dont un partisan de la représentation du monde issue d'Aristote, Simplicio, qu'il ridiculisa, car il ne comprenait pas la nouvelle représentation héliocentrique. En effet, certains éléments contenus dans les ouvrages d'Aristote, montraient beaucoup de limites par rapport aux découvertes astronomiques qui allaient être faites au XVIe siècle et au XVIIe siècle. On trouvait ainsi dans le traité du ciel une représentation de l'univers distinguant le monde sublunaire et le monde supralunaire qui, dérivée des moyens d'observation du IVe siècle av. J.-C., paraissait évidemment naïve par rapport au modèle héliocentrique proposé par Copernic.
Descartes apprit la condamnation de Galilée en 1633, et renonça en 1634 à son ouvrage le Traité du monde et de la lumière, pour se lancer dans un projet philosophique. Les ouvrages philosophiques de Descartes sont une critique de l'aristotélisme et de la scolastique.
Ainsi, le terme aristotélisme a pris ultérieurement une signification souvent péjorative.

## Penseurs aristotéliciens
La pensée d'Aristote, l'aristotélisme, a suscité de nombreux penseurs et diverses écoles, dont celles-ci :
- Le Lycée, avec Théophraste (premier scolarque, recteur, en -322), Straton de Lampsaque, etc., jusqu'à Andronicos de Rhodes, dixième et dernier scolarque du Lycée de 78 à 47 av. J.-C. On distingue deux tendances : la tendance spéculative avec Théophraste, la tendance naturaliste avec Straton. Disciples immédiats d'Aristote : Théophraste, Héraclide du Pont - très lié à l'Académie de Platon - Aristoxène (qui a des affinités avec le pythagorisme), Eudème de Rhodes, Dicéarque de Messène, Phanias, Cléarque de Soles, Callisthène, Léon de Byzance, Clytos de Milet. Aristarque de Samos, élève de Straton et commentateur d'Aristote, a le premier, vers -280, découvert à la fois la rotation de la Terre sur elle-même et la translation de la Terre autour du Soleil (héliocentrisme) ;
- L'aristotélisme platonisant : Héraclide du Pont, condisciple d'Aristote auprès de Platon, est autant platonicien qu'aristotélicien ; le moyen-platonisme favorise le concordisme, c'est-à-dire que les deux pensées ne seraient qu'une ; le commentateur Simplicios de Cilicie (vers 533) refuse la divergence entre Platon et Aristote ; plus tard, G. Pic de la Mirandole (De l'Être et de l'Un, 1492) affirme son concordisme. « Ce fut Ammonios d’Alexandrie [Ammonios Saccas], l’inspiré de Dieu, qui, le premier, s’attachant avec enthousiasme à ce qu’il y a de vrai dans la philosophie et s’élevant au-dessus des opinions vulgaires qui rendaient la philosophie un objet de mépris, comprit bien la doctrine de Platon et d’Aristote, les réunit en un seul et même esprit, et livra ainsi la philosophie en paix à ses disciples Plotin, Origène et leurs successeurs » (Hiéroclès d'Alexandrie, cité par Photios, Bibliothèque, p. 127, 461) ;
- L'aristotélisme pythagorisant, qui veut combiner Aristote et Pythagore, dès Dicéarque de Messène (qui rompit en raison de son adhésion à la doctrine pythagoricienne de l'âme avec son maître Aristote)[3], avec le pseudo-Archytas (Sur les catégories, Ier s. av. J.-C.) ;
- L'aristotélisme stoïcisant, qui veut concilier aristotélisme et stoïcisme : par ex. Arius Didyme (Ier s. av. J.-C.) avec le Traité du monde (Ier s.), longtemps attribué à Aristote lui-même, mais relevant du moyen-stoïcisme de Posidonios d'Apamée ;
- L'aristotélisme musulman, avec Averroès (1126-1198) ;
- L'aristotélisme médiéval, avec Michel d'Éphèse (1070-1140), Abraham Ibn Daud (1110-1180), Alexandre de Halès (1185-1245), Albert le Grand (1193-1280), Thomas d'Aquin (1224-1274), Richard de Mediavilla (1249-1308), Cajétan (1469-1534), etc. « Les grands scolastiques du XIIIe siècle étaient tous aristotéliciens, mais chacun à sa manière » (Luca Bianchi)[4] ;
- L'aristotélisme radical, dit « averroïsme latin », avec Siger de Brabant (1241-1284), Boèce de Dacie (1245-1284 ?) (mais Benoît Patar nie son averroïsme), Jean de Jandun ;
- L'aristotélisme de Padoue, avec Cesare Cremonini (1550-1631), Pietro Pomponazzi (1462-1525), Zabarella ; cette école, à l'inverse de la scolastique, privilégie l'expérience ;
- Le néo-aristotélisme contemporain[5], reprise de certaines idées de la philosophie pratique d'Aristote, dont le « raisonnement pratique » (Georg H. von Wright), le communautarisme (Michael Sandel).

## Commentateurs d'Aristote
Le premier commentateur serait, à Alexandrie, le grand savant Aristarque de Samos, vers 270 av. J.-C., ou bien Andronicos (au Ier s. av. J.-C.). Le dernier est Jacopo Zabarella, à la Renaissance, vers 1580.
- les commentateurs aristotéliciens s'appellent Aspasios (début du IIe s.), Alexandre d'Aphrodise, Thémistios (actif entre 349 et 385), le pseudo-Alexandre. Le plus important, par sa rigueur scientifique, reste Alexandre d'Aphrodise (actif entre 198 et 209), strictement aristotélicien, anti-platonicien, qu'on appelle « le second Aristote. » Du Ier s. av. J.-C. jusqu'au début du IIIe s. ap. J.-C., l'exercice scolaire principal est l'explication de texte. Les cours de Plotin consistaient avant tout dans l'explication des textes de Platon et d'Aristote, étudiés à l'aide des textes des commentateurs antérieurs : Aspasios, Alexandre d'Aphrodise, Adraste pour Aristote[6].
- les commentateurs néoplatoniciens sont Porphyre de Tyr (qui, après 300, platonise Aristote), Jamblique et son disciple Dexippe (vers 330), Ammonios (néoplatonicien, actif vers 475-515), Asclépios de Tralles (disciple d'Ammonios, fils d'Hermias, vers 515), Simplicios de Cilicie (vers 535), Jean Philopon (qui critique et christianise, vers 530), Élias (vers 540).
- les commentateurs musulmans sont Avicebron (mort en 1070), Avicenne (980-1037), Averroès (1126-1198). Ils permirent de traduire et faire redécouvrir l’œuvre d'Aristote dans un mouvement appelé la redécouverte d'Aristote. Avicenne combine platonisme, aristotélisme, islam. Averroès, dénommé en Occident « Le Commentateur », insiste, à l'inverse, sur les aspects matérialistes et rationalistes d'Aristote, dans son Grand Commentaire du De anima.
- le grand commentateur juif est Maïmonide (1135-1204)
- les commentateurs byzantins écrivent en grec. Eustrate de Nicée (1050-1060 ou 1120) est platonicien, chrétien, opposé aux lectures arabes d'Aristote. Michel d'Éphèse (1040-1138) reprend les commentaires d'Alexandre d'Aphrodise.
- les grands commentateurs du Moyen Âge chrétien sont Albert le Grand (1193-1280) et son disciple Thomas d'Aquin (1225-1274). Aubenque a montré que le concept d'analogie de l'être utilisé par Thomas d'Aquin était une reconstruction qui ne se trouvait pas dans Aristote.